# Campionati europei di ciclismo su strada 2023 - Gara in linea femminile Elite
La gara in linea femminile Elite dei Campionati europei di ciclismo su strada 2023 si è svolta il 23 settembre 2023 su un percorso di 129,6 km, con partenza da Meppel e arrivo sul Col du VAM, nei Paesi Bassi. La vittoria è andata all'olandese Mischa Bredewold, la quale ha completato il percorso con il tempo di 3h04'13", alla media di 42,211 km/h, precedendo la connazionale Lorena Wiebes e la belga Lotte Kopecky.
Sul traguardo del Col du VAM 71 cicliste, delle 95 partite da Meppel, hanno portato a termine la competizione.

## Squadre e corridori partecipanti
| N.    | Cod. | Squadra     |
| ----- | ---- | ----------- |
| 1-8   | NLD  | Paesi Bassi |
| 9-16  | ITA  | Italia      |
| 17-23 | BEL  | Belgio      |
| 24-28 | CHE  | Svizzera    |
| 29-34 | GBR  | Regno Unito |
| 35-42 | FRA  | Francia     |
| 43-49 | POL  | Polonia     |
| 51-57 | GER  | Germania    |
| 58-62 | DNK  | Danimarca   |
| 63-64 | AUT  | Austria     |
| 65-71 | ESP  | Spagna      |
| 72-73 | NOR  | Norvegia    |
| 74-75 | SVN  | Slovenia    |

| N.    | Cod. | Squadra     |
| ----- | ---- | ----------- |
| 76-79 | UKR  | Ucraina     |
| 80    | LUX  | Lussemburgo |
| 81-82 | FIN  | Finlandia   |
| 83-85 | CZE  | Rep. Ceca   |
| 86-87 | SWE  | Svezia      |
| 88    | SRB  | Serbia      |
| 89    | PRT  | Portogallo  |
| 90    | HUN  | Ungheria    |
| 91    | ISR  | Israele     |
| 92    | LTU  | Lituania    |
| 93-94 | IRL  | Irlanda     |
| 95    | LVA  | Lettonia    |
| 96-97 | ISL  | Islanda     |

## Ordine d'arrivo (Top 10)
| Pos. | Corridore        | Squadra     | Tempo    |
| ---- | ---------------- | ----------- | -------- |
| 1    | Mischa Bredewold | Paesi Bassi | 3h04'13" |
| 2    | Lorena Wiebes    | Paesi Bassi | a 4"     |
| 3    | Lotte Kopecky    | Belgio      | s.t.     |
| 4    | Pfeiffer Georgi  | Regno Unito | a 8"     |
| 5    | Silvia Persico   | Italia      | a 9"     |
| 6    | Elise Chabbey    | Svizzera    | s.t.     |
| 7    | Liane Lippert    | Germania    | s.t.     |
| 8    | Anna Henderson   | Regno Unito | a 10"    |
| 9    | Juliette Labous  | Francia     | a 11"    |
| 10   | Demi Vollering   | Paesi Bassi | a 12"    |